# Крамер, Анна (художница)
Анна Мария-Луиза Крамер (швед. Anna Cramér, полное имя Anna Marie-Louise Cramér; 29 января 1857, Гамбург — 27 апреля 1941, Энгельбрект, Стокгольмское обер-губернаторство) — шведская художница.

## Биография
Анна Крамер родилась 29 января 1857 года в Гамбурге в семье коммерсанта Фредрика Крамера (Fredrik Cramér) и его жены Мари-Луизы Хегардт (Marie-Louise Hegardt); двоюродная сестра Эдварда Крамера.

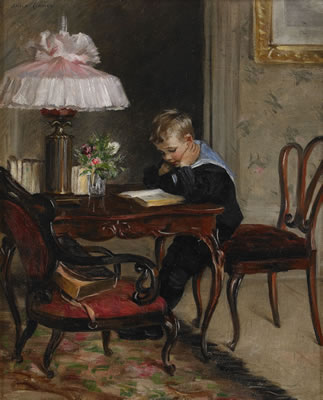
Картина «Salongsinteriör med läsande pojke»

Изучала живопись у Августа Мальмстрёма в Королевской академии свободных искусств в 1875—1882 годах, после чего продолжила обучение в Париже.
А. Крамер участвовала в выставке Академии свободных искусств в 1885 году и в художественной галерее Лильевальча (шведский промышленник и меценат) в 1922 и 1924 годах, а также в Ассоциации шведских художников (Föreningen Svenska Konstnärinnor) и в Шведской ассоциации искусств (Sveriges allmänna konstförening). В числе её работ имеется картина, изображающая профессора Мальмстрёма в своей студии.
Анна Крамер умерла 27 апреля 1941 года в городе Стокгольме.